# Rezolution Pictures
Rezolution Pictures é uma produtora de filmes e televisão, sediada em Montreal, Quebec, Canada, focada principalmente em produções Indígenas Canadenses. A empresa foi fundada pelo casal Ernest Webb e Catherine Bainbridge em 2001.  Em 2009 e 2010, ganhou consecutivos Canada Awards pelos documentários Club Native e Reel Injun. Reel Injun também ganhou para a Rezolution Pictures um Peabody Award.
Sua série de comédia Moose TV para a Showcase no Canadá recebeu o Indie Award for Best Comedy Series da Canadian Film and Television Producers Association em 2008.
Os produtores da empresa são Ernest Webb, Catherine Bainbridge, Christina Fon e Linda Ludwick. Rezolution produziu diversos trabalhos pelos diretores indígenas de Quebec Tracey Deer e Neil Diamond.
Webb e Bainbridge também são co-fundadores da The Nation, uma revista de notícias do povo Cree de Eeyou Istchee.